# Palais Granvelle (Bruxelles)
Pour les articles homonymes, voir Palais Granvelle.
Le palais Granvelle (en néerlandais : Granvellepaleis) est un ancien palais renaissance du XVIe siècle construit pour le cardinal de Granvelle situé au centre de Bruxelles, entre la rue des Sols et la rue de l'Impératrice. 

## Histoire
Il fut construit vers 1550 et en grande partie détruit lors de la fondation de l'Université libre de Bruxelles en 1834 qui siégea dans cet édifice jusqu'en 1928. Ce dernier abritait également les locaux de l'École Moyenne A, aujourd'hui Athénée Robert Catteau. 
Le palais Granvelle profondément remanié a été détruit vers 1931 dans le cadre des travaux de la Jonction Nord-Midi de chemin de fer. La galerie Ravenstein a été construite à son emplacement.